# Adrien Fauchier-Magnan
Adrien Fauchier-Magnan (Paris, 19 de Novembro de 1873 - Cannes, 6 de Agosto de 196) foi um tenista francês.
Participou do evento de duplas, em Paris 1900, perdendo na primeira rodada.